# Saint-Lyé-la-Forêt
Saint-Lyé-la-Forêt är en kommun i departementet Loiret i regionen Centre-Val de Loire strax norr Frankrikes mitt. Kommunen ligger i kantonen Neuville-aux-Bois som tillhör arrondissementet Orléans. År 2022 hade Saint-Lyé-la-Forêt 1 235 invånare.

## Befolkningsutveckling
Antalet invånare i kommunen Saint-Lyé-la-Forêt
| Referens: INSEE |